# Тибори-Тшцянка
Тибори-Тшцянка (пол. Tybory-Trzcianka) — село в Польщі, у гміні Високе-Мазовецьке Високомазовецького повіту Підляського воєводства.
Населення — 81 особа (2011).
У 1975-1998 роках село належало до Ломжинського воєводства.

## Демографія
Демографічна структура станом на 31 березня 2011 року:
|          | Загалом | Допрацездатний вік | Працездатний вік | Постпрацездатний вік |
| -------- | ------- | ------------------ | ---------------- | -------------------- |
| Чоловіки | 43      | 13                 | 24               | 6                    |
| Жінки    | 38      | 8                  | 20               | 10                   |
| Разом    | 81      | 21                 | 44               | 16                   |